# Neuville-les-Dames
Neuville-les-Dames è un comune francese di 1 533 abitanti situato nel dipartimento dell'Ain della regione dell'Alvernia-Rodano-Alpi.

## Società

### Evoluzione demografica
Abitanti censiti